# 1065 Amundsenia
1065 Amundsenia là một tiểu hành tinh bay quanh Mặt Trời. Ban đầu nó có tên là 1926 PD. It is now named after Roald Amundsen. Nó có đường kính 30 kilometres.